# Johanne Luise Heiberg
Johanna Luise Heiberg z domu Pätges (ur. 22 listopada 1812 w Kopenhadze, zm. 21 grudnia 1890 tamże) – duńska aktorka, reżyserka i poetka, autorka wodewilów i pamiętników.

## Życiorys
Urodziła się 22 listopada 1812 w Kopenhadze. Jej rodzice prowadzili tam gospodę. Uczęszczała do szkoły baletowej.
W 1831 wyszła za mąż za krytyka i dramatopisarza Johana Ludviga Heiberga.
W latach 1829–1864 występowała w kopenhaskim Teatrze Królewskim, a w latach 1867–1875 pełniła tam funkcję reżysera. Przez wiele lat wpływała w znaczący sposób na dobór repertuaru tej sceny. Głównie dla niej wodewile pisał jej mąż Johan Ludvig Heiberg. Zagrała ponad 250 ról.
Sama także była autorką komedii muzycznych: Niedziela na Amager (1848), Małpa (1849). Sama komponowała również muzykę.

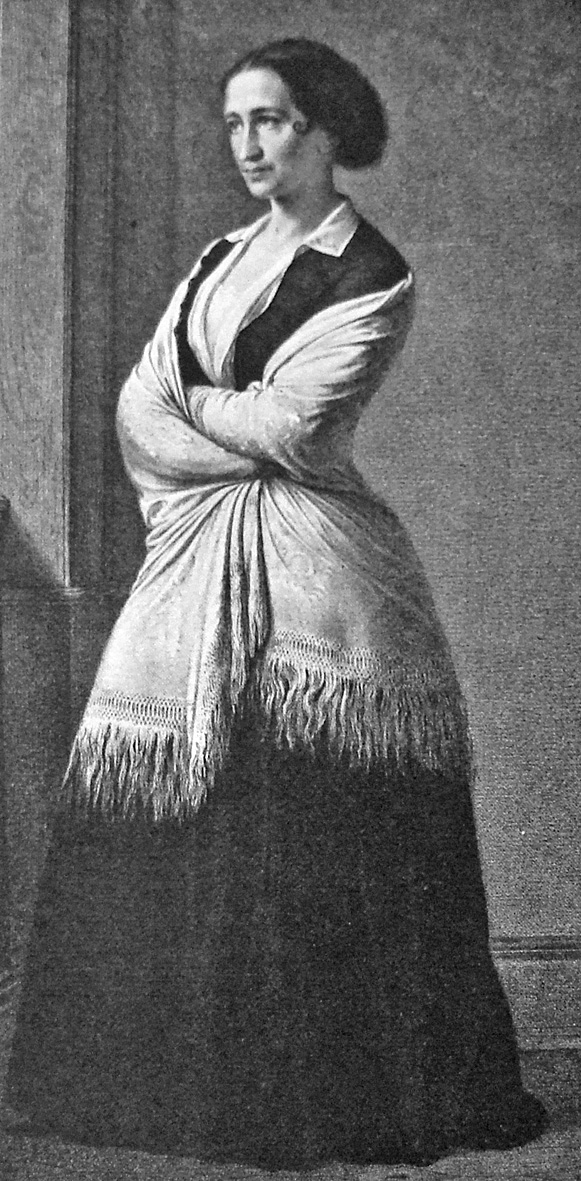
Johanna Luise Heiberg

Po śmierci aktorki wydano jej pamiętniki Życie przeżyte powtórnie we wspomnieniu (duń. Et Liv gjenoplevet i Erindringen) (1891–1892, 4 tomy, po niemiecku 1901, II wyd. 1914). Publikacja ta uważana jest za jedną z ważniejszych pozycji w duńskiej literaturze pamiętnikarskiej.

## Upamiętnienie  i odniesienia w kulturze
Johanne Luise Heiberg jest bohaterką napisanej w 1981 przez Pera Olova Enquista sztuki Z życia glist, opowiadającej o jej znajomości z H. Ch. Andersenem. W rolę Heiberg na polskich scenach wcieliły się m.in. Teresa Budzisz-Krzyżanowska w Starym Teatrze w Krakowie (1983), Maja Komorowska w teatrze Scena na Piętrze (1983) czy Krystyna Janda w Teatrze Powszechnym w Warszawie (1984),
Wizerunek Johanne Luise Heiberg, wykonany na podstawie fotografii Haralda Paetza z 1869, został umieszczony na banknocie o nominale 200 koron duńskich (seria z roku 1997).
Jest też bohaterką duńskiego miniserialu 1864 (2014), na podstawie którego nakręcono film 1864 - brødre i krig z 2016. Postać Heiberg odtwarzana jest przez Sidse Babett Knudsen.